# Amt Sachsendorf
Das Amt Sachsendorf, auch Domänenamt Sachsendorf war ein kurfürstlich-brandenburgisches, bzw. später königlich-preußisches Domänenamt, das 1737 durch Abspaltung vom älteren Amt Golzow gebildet worden war. Das Gebiet des Amtes, das um 1800 vier Orte umfasste, gehört heute zur Gemeinde Lindendorf und zum Gebiet der Stadt Seelow im Landkreis Märkisch-Oderland (Brandenburg). Das Amt Sachsendorf wurde 1872 aufgelöst.

## Geschichte
Das Amt Sachsendorf ging mittelbar aus dem Besitz des Hochstifts Lebus hervor, d. h. dem weltlichen Besitz des Bistums Lebus. Im Jahr 1555 war der letzte Bischof von Lebus Johann VIII. Horneburg gestorben. Der Bischofsstuhl wurde nicht mehr besetzt, das Bistum wurde danach vom evangelischen Administrator des Erzstiftes Magdeburg Joachim Friedrich von Brandenburg verwaltet, der als Letzter den Titel eines Bischofs von Lebus trug. Joachim Friedrich von Brandenburg wurde 1598 Kurfürst von Brandenburg. Noch im selben Jahr löste er das Bistum Lebus auf und zog den Besitz ein. Den Besitz des Hochstifts wandelte er in zwei große kurfürstliche Domänenämter um, das Amt Lebus und das Amt Fürstenwalde. Vom ursprünglich sehr großen Amt Lebus wurde 1731 das Amt Wollup und das Amt Golzow abgespalten, 1736 das Amt Frauendorf (das Gebiet östlich der Oder). 1737 wurde vom Amt Golzow wiederum das Amt Sachsendorf abgetrennt, auch das Amt Wollup wurde weiter aufgeteilt.

## Zugehörige Orte
Um 1800 gehörten zum Amt Sachsendorf folgende Orte:
- Libbenichen (heute ein Ortsteil der Gem. Lindendorf). Das Dorf wurde 1499 vom Bistum Lebus erworben. Es hatte 1805 196 Einwohner. Im Ort waren eine Schmiede, ein Krug und eine Wassermühle.
- Sachsendorf (heute ein Ortsteil der Gem. Lindendorf). 1650 wurde das Dorf und Amtsvorwerk durch den Großen Kurfürsten von den Gebrüdern Georg Wilhelm und Christian Friedrich von Arnim erworben. Es wurde zunächst vom Amt Lebus verwaltet; kam dann 1731 zum damals neu geschaffenen Amt Golzow, bevor es 1737 zum Sitz eines eigenen Amt erhoben wurde. Das Dorf und das Amtssitzvorwerk hatten 1805 335 Einwohner. Im Ort gab es eine Schmiede, zwei Krüge und eine Windmühle.
- Seelow (Stadt und Vorwerk). Die Gerichtsbarkeit in der Stadt wurde vom Amt ausgeübt. Das Vorwerk lag an der Straße nach Diedersdorf (heute das Areal Berliner Straße 30, 31A,B). Es hatte 1805 28 Einwohner und betrieb drei Windmühlen.
- Werder (heute ein bewohnter Gemeindeteil vom Ortsteil Sachsendorf, Gem. Lindendorf). Das Amtsvorwerk hatte 38 Einwohner. Werder war 1391 in den unmittelbaren Besitz des Bischofs von Lebus gekommen (vorher bischöfliches Lehen).

Bereits 1815 wurde aber das Amt Golzow mit den Orten Golzow, Hathenow, Manschnow, Rathstock und Zernickow wieder mit dem Amt Sachsendorf vereinigt. Das Amtsvorwerk (und Amtssitz) in Golzow war verkauft und in ein Rittergut umgewandelt worden. Das vereinigte Amt wurde von Sachsendorf aus verwaltet und behielt auch den Namen Amt Sachsendorf. Golzow wurde 1839 an das Amt Friedrichsaue weitergereicht, das bis 1872 Bestand hatte. Auch das Amt Sachsendorf wurde 1872 aufgelöst.

## Amtleute und Pächter
Das Amt wurde meist verpachtet, der Pächter war zugleich Amtmann, der landesherrliche Aufgaben erfüllte.
- 1775 Samuel Wilhelm Kirschbaum, Amtmann[2]
- 1798 Oberamtmann Baath[3]
- 1805 Oberamtmann Carl Friedrich Bath (* 17. August 1756, † 3. Februar 1816 Sachsendorf)
- 1823 Baath, Domänen-Beamter[4]

## Belege